# Пату-Бранку
Па́ту-Бра́нку (порт. Pato Branco — белый селезень) — город в Бразилии, на юго-западе штата Парана. Город назван по одноимённой реке, на которой расположен. В городе есть аэропорт (код ICAO:SSPB). В Пату-Бранку расположен один из кампусов Федерального технологического университета штата Парана. Составная часть мезорегиона Юго-запад штата Парана. Входит в экономико-статистический микрорегион Пату-Бранку. Население составляет 66 655 человек на 2007 год. Занимает площадь 539,415 км². Плотность населения — 129,6 чел./км².

## История
Город основан 14 декабря 1952 года.

## Статистика
- Валовой внутренний продукт на 2003 год составляет 564 056 534 реалов (данные: Бразильский институт географии и статистики).
- Валовой внутренний продукт на душу населения на 2003 год составляет 8496,62 реалов (данные: Бразильский институт географии и статистики).
- Индекс развития человеческого потенциала на 2000 год составляет 0,849 (данные: Программа развития ООН).

## География
Климат местности: субтропический.

## Известные жители
- Алешандре Пату — футболист
- Рожериу Сени — футболист